# Glareola ocularis
Glareola ocularis là một loài chim trong họ Glareolidae.